# Skel
Cet article concerne le répertoire informatique. Pour le lugeur allemand, voir Steffen Skel.
 (janvier 2025).
Si vous disposez d'ouvrages ou d'articles de référence ou si vous connaissez des sites web de qualité traitant du thème abordé ici, merci de compléter l'article en donnant les références utiles à sa vérifiabilité et en les liant à la section « Notes et références ».
Sous Linux, le répertoire /etc/skel contient les fichiers qui permettent de construire automatiquement le répertoire /home de l'utilisateur au moment de sa création avec le programme useradd. Le répertoire /home contient les données personnelles de chaque utilisateur comme la configuration de l'environnement de travail et des applications courantes. Dans un système d'exploitation Linux, c'est aussi le répertoire de référence du système au moment de la connexion de l'utilisateur, ce qui est pratique parce qu'il contient de nombreux fichiers de configuration importants ainsi que les données de l'utilisateur.
Le programme useradd est situé dans le répertoire /usr/sbin/,
et n'est accessible qu'en mode root. Il faut alors posséder les droits d'administrateur ou de super-utilisateur.
/etc/skel permet donc à l'administrateur de personnaliser un squelette pour le répertoire /home qui fixe les paramètres initiaux à chaque nouveau compte utilisateur créé.